# Adhemar Grijó Filho
Adhemar Grijó Filho (* 18. Oktober 1931 in Florianópolis; † 23. August 2020 in Angra dos Reis) war ein brasilianischer Schwimmer und Wasserballspieler.

## Karriere
Grijó Filho begann seine Karriere 1951 als Schwimmer. Bei den 1. Panamerikanischen Spielen wurde er Sechster über 200 m Brust. Ein Jahr später erreichte er den vierten Platz seines Vorlaufes über selbige Wettkampfdistanz bei den Olympischen Spielen im finnischen Helsinki. 1955 wechselte er die Sportart und betätigte sich fortan im Wasserball. Hier gewann er mit der brasilianischen Mannschaft jeweils Bronze bei den Panamerikanischen Spielen 1955 und 1959. 1963 gewann die Mannschaft im heimischen São Paulo Gold. Als Wasserballer nahm Grijó Filho zwei weitere Male an Olympischen Spielen teil. Dort schied die Mannschaft 1960 und 1964 jeweils als Gruppenletzter aus.